# Iphis fils d’Alector
Pour les articles homonymes, voir Iphis.
Dans la mythologie grecque, Iphis (en grec ancien Ἶφις/Iphis), fils d’Alector est un roi Anaxagoride d’Argos.
Il a un fils, Étéoclos, et une fille, Évadné. Dans le contexte de la préparation de la guerre des sept chefs, Iphis conseille à Polynice de donner le collier d’Harmonie à Ériphyle pour que celle-ci convainque Amphiaraos son mari de participer à la campagne.
Son fils Étéoclos étant mort avant lui, Iphis laissa sa couronne à Sthénélos son gendre

## Sources
- Pausanias, Description de la Grèce [détail des éditions] [lire en ligne] (II, 18, 5 ; X, 10, 3)
- Pseudo-Apollodore, Bibliothèque [détail des éditions] [lire en ligne] (III, 6, 2 et 3 ; III, 7, 1).
- Euripide, Les Suppliantes [détail des éditions] [lire en ligne] (v. 1031 et suiv.).
- Scholie à Euripide, Les Phéniciennes (v. 181).
- Scholie à Pindare, Olympiques (VI, v. 46).
- Scholie à Pindare, Néméennes (IX, v. 30).
- Servius, Commentaire à l'Énéide [détail des éditions] [(la) lire en ligne] (VI, v. 447).